# Elektrofoor

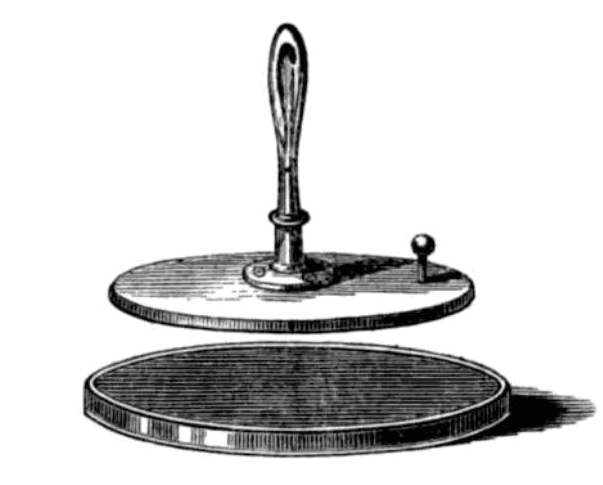
Elektrofoor uit 1800

Geïnduceerde lading op de plaat voor aarding

Een elektrofoor is een apparaat voor het elektrostatisch opladen van een elektrische geleider door middel van influentie. Het werd in 1764 uitgevonden door de Zweedse professor Johan Carl Wilcke,
 maar het was de Italiaanse wetenschapper Alessandro Volta die het apparaat in 1775 verbeterde en algemeen bekend maakte en daarom vaak foutief genoemd wordt als de uitvinder ervan.

De naam elektrofoor werd bedacht door Volta van het Griekse ηλεκτρόν ('elektron') en ϕορεω ('phoreo'), wat 'dragen' betekent.

## Constructie en werking
De elektrofoor bestaat uit een diëlektrische plaat (vroeger van harsachtig materiaal of eboniet, maar bij moderne uitvoeringen van kunststof) en een metalen plaat met een geïsoleerd handvat.
Als eerste wordt de diëlektrische plaat opgeladen door er met bont of met een doek overheen te wrijven (tribo-elektrisch effect). De plaat zal hierdoor een statische lading krijgen. Daarna wordt de metalen plaat op de diëlektrische plaat gebracht. Het elektrostatische veld van het diëlektricum zorgt ervoor dat de lading in de metalen plaat zich zal verplaatsen (influentie). De tegenovergestelde lading komt aan de onderkant terecht (aantrekking) en de gelijkgestelde lading aan de bovenkant (afstoting). Door vervolgens de bovenkant kortstondig te aarden (bijvoorbeeld door het met een vinger aan te raken), zal een gedeelte van de lading wegvloeien.
De metalen plaat (die nu eenzijdig geladen is) wordt opgetild, waarna de elektriciteit verplaatst kan worden naar een andere locatie, bijvoorbeeld door het te verzamelen in een Leidse fles. Dit proces kan net zo vaak herhaald worden, zonder dat de lading van de diëlektrische plaat verdwijnt, en is op deze wijze een ongelimiteerde ladingsbron van elektriciteit. (Door lekstromen zal de lading van de diëlektrische plaat uiteindelijk wel afnemen). Om deze reden noemde Volta het de elettroforo perpetuo, ofwel de 'eeuwige elektrofoor'.

## Waar komt de lading vandaan?
Hoe kan het dat van de diëlektrische plaat een ongelimiteerde hoeveelheid lading kan worden betrokken zonder dat deze lading kwijtraakt. Het antwoord is dat de lading op de diëlektrische plaat zich niet verplaatst, maar alleen wordt gebruikt voor het scheiden van de lading in de metalen plaat.
De energie voor het verzamelen van elke lading wordt geleverd door het wegtrekken van de geladen plaat van de diëlektrisch plaat, tegen de elektrostatische kracht in. De elektrofoor kan dus gezien worden als een handmatig bediende elektrostatische generator, die van hetzelfde principe gebruikmaakt als de elektriseermachine en de vandegraaffgenerator.